# Carla Castro
Carla Castro (Lisboa, 6 de abril de 1978), é uma gestora, professora e política portuguesa. Foi deputada à Assembleia da República, pela Iniciativa Liberal (IL), entre 2022 e 2024.
Assume-se como gestora de profissão, com carreira em estratégia e marketing na área de seguros. Durante 13 anos deu aulas de Estratégia e Comportamento do Consumidor e de Controlo de Gestão Associado a Implementação Estratégica como Assistente e Professora Convidada na Universidade Lusófona em Lisboa. Foi ainda formadora na Academia Portuguesa de Seguros ao longo de mais de 12 anos. Suspendeu todas as atividades profissionais, em 2019, para responder ao desafio lançado pelo então presidente da IL, Carlos Guimarães Pinto, para fazer a assessoria do então deputado único do partido, João Cotrim de Figueiredo, e construir o Gabinete de Estudos do partido. Foi vice-presidente do grupo parlamentar da IL de março de 2022 até maio de 2023. Pertenceu ainda ao Conselho de Administração da Assembleia da República.
Concorreu contra Rui Rocha em janeiro de 2023 para a presidência da comissão executiva da Iniciativa Liberal, tendo obtido 44% dos votos.
Em dezembro de 2023 Carla Castro foi convidada a ser candidata em sétimo lugar, "eventualmente quinto ou sexto", na lista de deputados da IL por Lisboa para as eleições legislativas de 2024, convite que recusou.  Em janeiro de 2024 afirmou ainda que sairia do partido após cumprir o seu mandato de deputada.

## Política
Foi membro da Comissão Executiva da Iniciativa Liberal de 2019 a 2023.
Em 2019 aceitou o convite de Carlos Guimarães Pinto para ser assessora e membro da Comissão Executiva da Iniciativa Liberal. Durante os mandatos de 2019-2021, Carla Castro criou o Gabinete de Estudos, com vista a apoiar sobretudo o desempenho parlamentar do Partido, bem como a desenvolver as propostas constantes no compromisso eleitoral e ampliar e aprofundar o conhecimento em diversas áreas, materializando os princípios políticos. Em dezembro de 2021, o Gabinete contava com a "participação de cerca de 150 membros, organizados em vários grupos de trabalho temáticos, trabalhando em formato colaborativo e individual, aberto à colaboração de todos, incluindo formatos de colaboração disponíveis para os Núcleos Territoriais e simpatizantes, sob coordenação da Comissão Executiva, tal como estatutariamente definido".
A construção do Gabinete levou a João Cotrim Figueiredo a elogiar publicamente a sua "capacidade de trabalho" e a sua "capacidade política", na Convenção liberal de 2021. Nessa mesma convenção, na apresentação dos membros da Comissão Executiva, foi a comissária mais aplaudida, "um aplauso que só rivaliza com aquele que recebeu Cotrim Figueiredo".
Como assessora do Grupo Parlamentar destacou-se durante a pandemia, nas reuniões do INFARMED, e mais tarde como deputada, pela defesa intransigente do fim das máscaras, da abertura das escolas, da recuperação de aprendizagens, saúde mental, cuidados primários e listas de espera.
Nas eleições legislativas de 2022 foi eleita deputada na Assembleia da República pelo círculo eleitoral de Lisboa.
Após o anúncio precipitado da saída de João Cotrim Figueiredo da liderança do partido, em Outubro de 2022, Carla Castro declarou a sua candidatura à liderança dos liberais. Declarou como mote da sua campanha à presidência "Crescimento e Mobilidade Social".
Na VII Convenção Nacional da Iniciativa Liberal, em janeiro de 2023, onde concorreu à Presidência da Comissão Executiva, a sua lista obteve 757 votos (44,0%) contra a lista L, que obteve 888 votos (51,7%) de Rui Rocha, apoiada por João Cotrim Figueiredo e grande parte estrutura do partido. A lista do conselheiro José Cardoso (lista A), obteve 74 votos (4,3%).
Após a convenção de Janeiro de 2023, Carla Castro colocou o seu lugar de Vice-Presidente da Grupo Parlamentar à disposição, mas houve consenso para a direção do grupo parlamentar se manter em funções.. O vice-presidente da lista de Carla Castro, Paulo Carmona, tinha proposto que Rui Rocha fosse o próximo líder parlamentar, caso Carla Castro fosse eleita presidente dos liberais.
Igualmente após a convenção, ainda em janeiro de 2023, Carla deixou a Comissão de Orçamento e Finanças, mantendo-se, no entanto, na Comissão de Educação e Ciência enquanto coordenadora do grupo parlamentar. Ao mesmo tempo, assumiu lugar na Comissão de Trabalho, Segurança Social e Inclusão. Nessas novas comissões apostou na recuperação das aprendizagens, na autonomia das escolas e na sustentabilidade da segurança social.
No dia 5 de maio de 2023 apresentou a sua demissão enquanto vice-presidente do grupo parlamentar, referindo em comunicado que o cargo não correspondia à prática, evidenciando insatisfação com a condução dos trabalhos do grupo parlamentar.
Em dezembro de 2023 Carla Castro foi convidada para o sétimo lugar, "eventualmente quinto ou sexto", na lista de deputados da IL por Lisboa para as eleições legislativas de 2024, convite que recusou.  Em 2022, a IL conseguiu quatro deputados por Lisboa e "os lugares elegíveis têm habitualmente por referência os resultados das últimas eleições, pelo que nenhum dos lugares oferecidos a Carla Castro é considerado elegível". “Fecha-se agora um ciclo”, afirmou a liberal em comunicado nas redes sociais. 
Um mês depois, a 18 de Janeiro de 2024, anunciou a sua desfiliação da Iniciativa Liberal após cumprir o seu mandato de deputada até ao fim.. 

## Academia
É licenciada em Economia pelo ISEG. Obteve também o MBA no ISEG. Doutorou-se em Comportamento do Consumidor pelo ISCTE.